# Ryōta Nakamura
Ryōta Nakamura (japanisch 中村 亮太 Nakamura Ryōta; * 28. Januar 1991 in Nagoya) ist ein japanischer Fußballspieler.

## Karriere
Nakamura erlernte das Fußballspielen in der Schulmannschaft der Chukyo University Chukyo High School und der Universitätsmannschaft der Chūkyō-Universität. Seinen ersten Vertrag unterschrieb er 2013 beim Matsumoto Yamaga FC. Der Verein spielte in der zweithöchsten Liga des Landes, der J2 League. 2014 wurde er an den FC Osaka nach Osaka ausgeliehen. 2016 wechselte er zu Azul Claro Numazu. Am Ende der Saison 2016 stieg der Verein in die J3 League auf. 2018 wechselte er zum Ligakonkurrenten Blaublitz Akita. Mit Blaublitz feierte er 2020 die Meisterschaft der dritten Liga und den Aufstieg in die zweite Liga.

## Erfolge
Blaublitz Akita
- Japanischer Drittligameister: 2020  ▲